# Írország kétszárnyúfajainak listája

## AlrendNematocera

### ÖregcsaládTipuloidea
- Tipulidae (crane flies) 57 faj

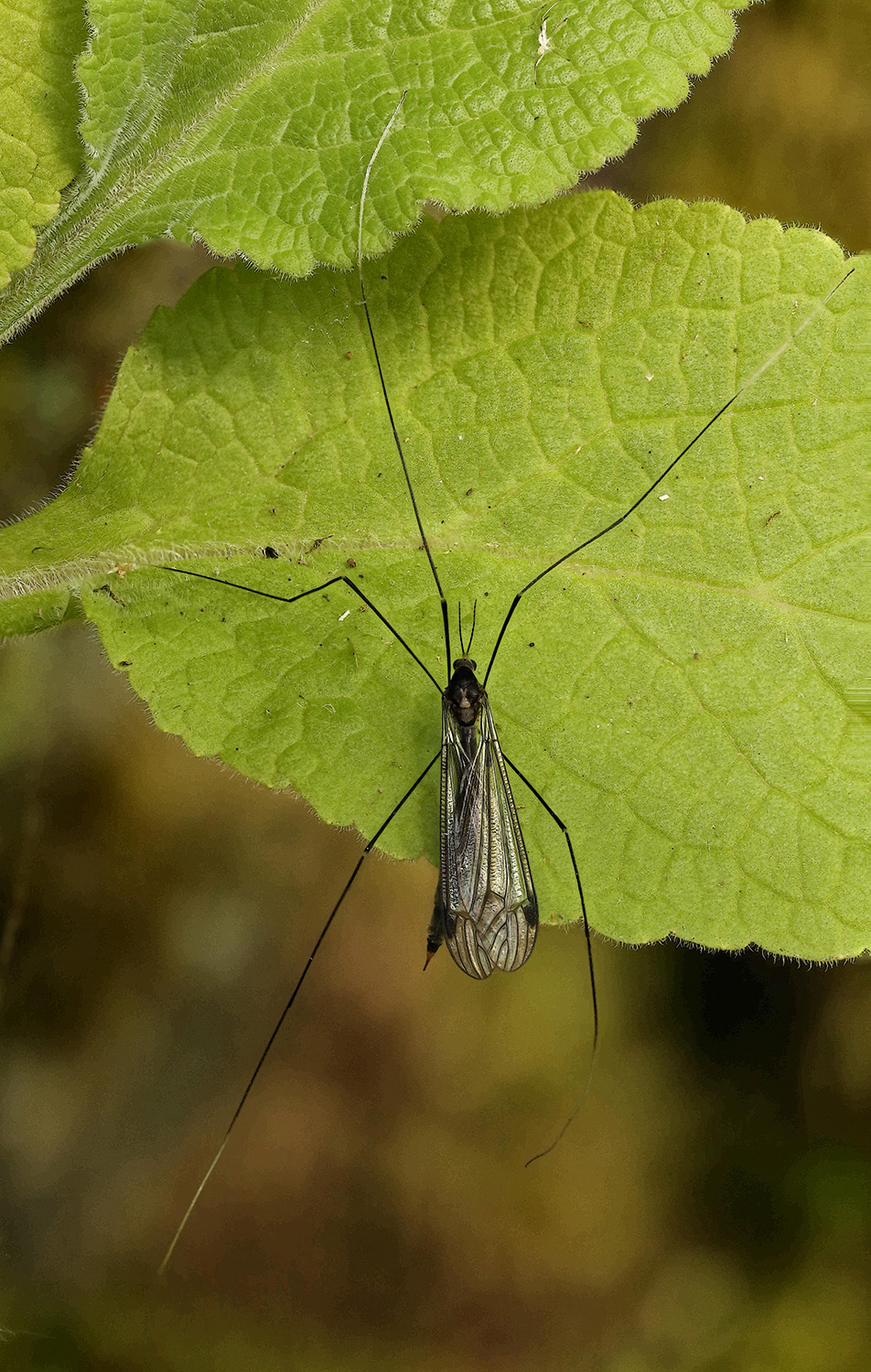
Dolichopeza albipes, a common crane fly

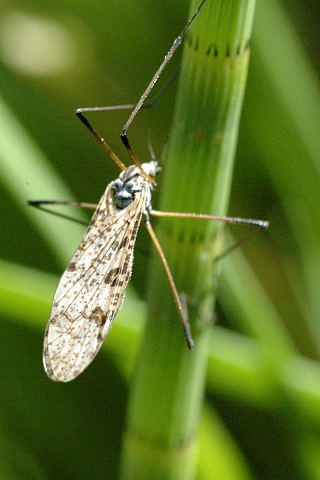
Eloeophila maculata

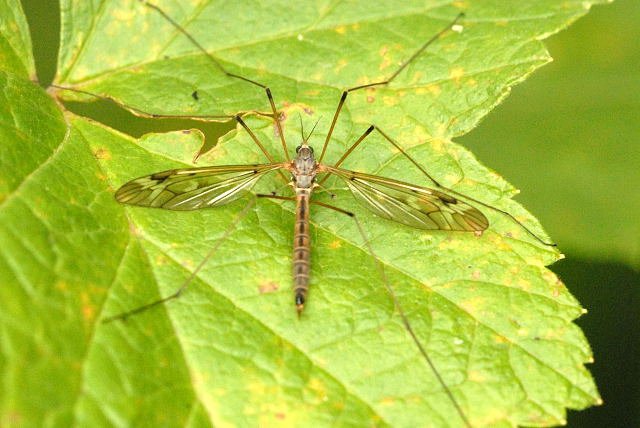
Tipula unca

  - Ctenophora (Ctenophora) pectinicornis (Linnaeus, 1758)
  - Dictenidia bimaculata (Linnaeus, 1761)
  - Dolichopeza albipes (Strom, 1768)
  - Tanyptera (Tanyptera) atrata (Linnaeus, 1758)
  - Nephrotoma appendiculata (Pierre, 1919)
  - Nephrotoma cornicina (Linnaeus, 1758)
  - Nephrotoma flavescens  (Linnaeus, 1758)
  - Nephrotoma flavipalpis (Meigen, 1830)
  - Nephrotoma scurra (Meigen, 1818)
  - Prionocera turcica (Fabricius, 1787)
  - Tipula cava Riedel, 1913
  - Tipula confusa van der Wulp, 1883
  - Tipula fascipennis Meigen, 1818
  - Tipula hortorum Linnaeus, 1758
  - Tipula lateralis Meigen, 1804
  - Tipula lunata Linnaeus, 1758
  - Tipula luteipennis Meigen, 1830
  - Tipula oleracea Linnaeus, 1758
  - Tipula melanoceros Schummel, 1833
  - Tipula paludosa Meigen, 1830
  - Tipula pruinosa Wiedemann, 1817
  - Tipula scripta Meigen, 1830
  - Tipula staegeri Nielsen, 1922
  - Tipula submarmorata Schummel, 1833
  - Tipula unca Wiedemann, 1833
  - Tipula varipennis Meigen, 1818
  - Tipula vittata Meigen, 1804
- Cylindrotomidae (long-bodied craneflies) 3 faj
  - Cylindrotoma distinctissima (Meigen, 1818)
- Pediciidae (hairy-eyed craneflies) 15 species
  - Pedicia rivosa (Linnaeus, 1758)
  - Pedicia occulta (Meigen, 1830)
  - Tricyphona immaculata (Meigen, 1804)
- Limoniidae (several crane flies) 130 faj
  - Achyrolimonia decemmaculata Loew, 1873
  - Austrolimnophila ochracea (Meigen, 1804)
  - Cheilotrichia cinerascens (Meigen, 1804)
  - Dactylolabis sexmaculata (Macquart, 1826)
  - Dicranomyia chorea (Meigen, 1818)
  - Dicranomyia didyma (Meigen, 1804)
  - Dicranomyia fusca (Meigen, 1804)
  - Dicranomyia goritiensis (Mik, 1864)
  - Dicranomyia modesta (Meigen, 1818)
  - Dicranomyia sera (Walker, 1848)
  - Dicranophragma separatum (Walker, 1848)
  - Dicranota claripennis (Verrall, 1888)
  - Dicranota subtilis Loew, 1871
  - Diogma glabrata (Meigen, 1818)
  - Erioconopa trivialis (Meigen, 1818)
  - Erioptera fuscipennis (Meigen, 1818)
  - Erioptera lutea Meigen, 1804
  - Erioptera nielseni de Meijere, 1921
  - Erioconopa diuturna (Walker, 1848)
  - Erioconopa trivialis (Meigen, 1818)
  - Epiphragma ocellare (Linnaeus, 1758, 1760)
  - Euphylidorea aperta (Verrall, 1887)
  - Euphylidorea meigenii (Verrall, 1886)
  - Geranomyia unicolor (Haliday, 1833)
  - Helius flavus (Walker, 1856)
  - Limnophila schranki Oosterbroek, 1992
  - Limonia flavipes (Fabricius, 1787)
  - Limonia nubeculosa Meigen, 1804
  - Limonia phragmitidis (Schrank, 1781)
  - Molophilus appendiculatus (Staeger, 1840)
  - Molophilus ater Meigen, 1804
  - Molophilus flavus Goetghebuer, 1920
  - Molophilus griseus (Meigen, 1804)
  - Molophilus obscurus (Meigen, 1818)
  - Molophilus pleuralis de Meijere, 1920
  - Neolimonia dumetorum (Meigen, 1804)
  - Ormosia nodulosa (Macquart, 1826)
  - Paradelphomyia senilis (Haliday, 1833)
  - Phylidorea ferruginea (Meigen, 1818)
  - Pilaria discicollis (Meigen, 1818)
  - Rhipidia maculata Meigen, 1818
  - Rhypholophus varius (Meigen, 1818)
  - Symplecta hybrida (Meigen, 1804)
  - Symplecta pilipes (Fabricius, 1787)
  - Tasiocera murina (Meigen, 1818)

### ÖregcsaládBibionoidea
- Bibionidae 12 faj
  - Bibio johannis (Linnaeus, 1767)
  - Bibio lanigerus  Meigen, 1818
  - Bibio leucopterus (Meigen 1804)
  - Bibio longipes Loew, 1864
  - Bibio marci (Linnaeus, 1758)
  - Bibio nigriventris Haliday, 1833
  - Bibio pomonae (Fabricius, 1775)
  - Bibio varipes Meigen, 1830

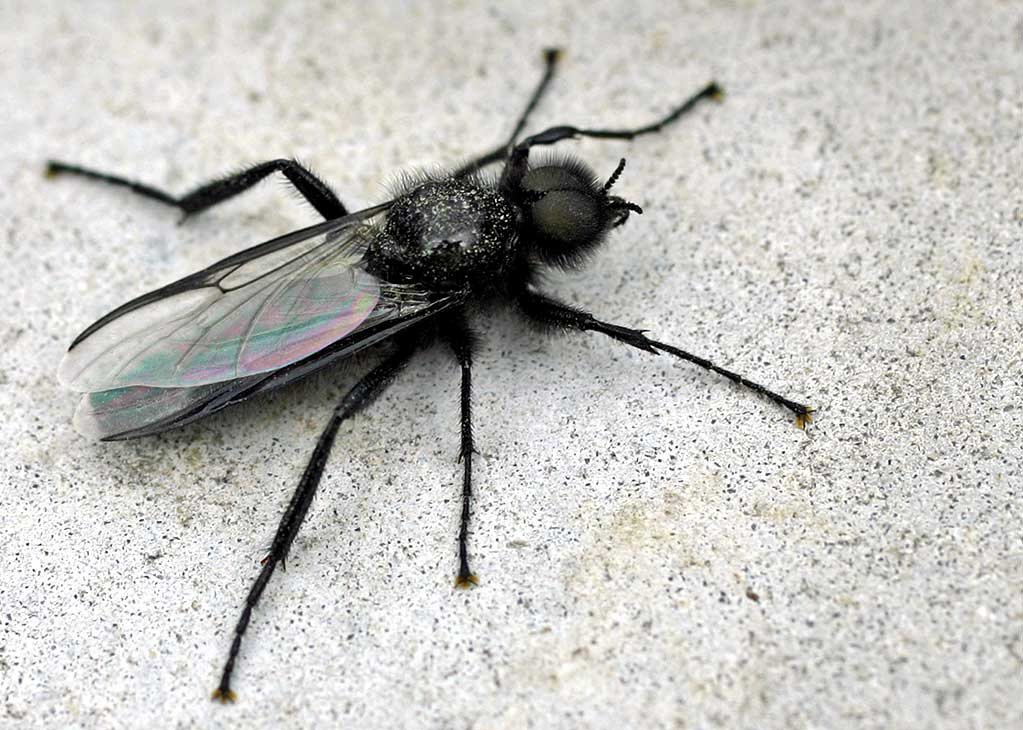
(Bibio marci)

  - Dilophus febrilis (Linnaeus, 1758)

### ÖregcsaládSciaroidea
- Bolitophilidae 6 faj
  - Bolitophila cinerea Meigen, 1818
  - Bolitophila saundersii (Curtis, 1836)
- Diadocidiidae (some woodland flies) 2 faj
  - Diadocidia ferruginosa (Meigen, 1830)
- Ditomyiidae 1 faj
  - Symmerus annulatus (Meigen, 1830)
- Keroplatidae (fungus gnats) 24 faj
  - Orfelia nemoralis (Meigen, 1818)
  - Isoneuromyia semirufa (Meigen, 1818)
  - Macrocera parva Lundstrom, 1914
- Mycetophilidae (fungus gnats) 242 faj
  - Acnemia nitidicollis (Meigen, 1818)
  - Boletina gripha Dziedzicki, 1885
  - Boletina griphoides Edwards, 1925
  - Boletina trispinosa Edwards, 1913
  - Boletina trivittata (Meigen, 1818)
  - Brachypeza bisignata Winnertz, 1863
  - Brevicornu foliatum (Edwards, 1925)
  - Coelosia tenella Zetterstedt, 1852
  - Cordyla flaviceps (Stæger, 1840)
  - Diadocidia ferruginosa (Meigen, 1830)
  - Exechia contaminata Winnertz, 1863
  - Exechia spinuligera Lundstrom, 1912
  - Mycetophila edwardsi Lundstrom, 1913
  - Mycetophila formosa Lundstrom, 1911
  - Mycetophila fungorum (De Geer, 1776)
  - Mycetophila luctuosa Meigen, 1830
  - Mycomya cinerascens (Macquart,1826)
- Sciaridae (dark-winged fungus gnats) 104 faj
  - Bradysia ocellaris (Comstock, 1882)
  - Bradysia fungicola (Winnertz, 1867)
  - Bradysia praecox (Meigen, 1818)
  - Corynoptera forcipata (Winnertz, 1867)
  - Leptosciarella pilosa (Staeger 1840)
  - Leptosciarella subspinulosa Edwards 1925
  - Leptosciarella trochanterata (Zetterstedt 1851)
  - Leptosciarella yerburyi (Freeman 1983)
  - Sciara hemerobioides (Scopoli, 1763)
- Cecidomyiidae 100 faj
  - Sitodiplosis mosellana (Gehin, 1857)
  - Aphidoletes aphidimyza (Rondani, 1847)
  - Contarinia nasturtii (Kieffer, 1888)
  - Kiefferia pericarpiicola (Bremi, 1847)
  - Dasineura crataegi (Winnertz, 1853)
  - Dasineura ulmariae (Bremi, 1847)
  - Dasineura urticae (Perris, 1840)
  - Dasineura pteridis (Müller, 1871)
  - Rondaniola bursaria (Bremi, 1847)
  - Geocrypta galii Loew, 1850
  - Hartigiola annulipes (Hartig, 1839)

### ÖregcsaládPsychodoidea
- Psychodidae 67 faj
  - Boreoclytocerus ocellaris (Meigen 1818)
  - Ulomyia fuliginosa (Meigen, 1818)

### ÖregcsaládTrichoceroidea
- Trichoceridae 6 faj
  - Trichocera annulata Meigen, 1818

### ÖregcsaládAnisopodoidea
- Anisopodidae 4 faj
  - Sylvicola cinctus (Fabricius, 1787)
  - Sylvicola fenestralis (Scopoli, 1763)
  - Sylvicola punctatus (Fabricius, 1787)
- Mycetobiidae 2 faj

### ÖregcsaládScatopsoidea
- Scatopsidae 23 faj
  - Scatopse notata (Linnaeus, 1758)
  - Apiloscatopse bifilata (Haliday in Walker, 1856)
  - Apiloscatopse scutellata (Loew, 1846)
  - Coboldia fuscipes (Meigen, 1830)

### ÖregcsaládPtychopteroidea
- Ptychopteridae  6 faj
  - Ptychoptera albimana (Fabricius, 1787)
  - Ptychoptera contaminata (Linnaeus, 1758)
  - Ptychoptera minuta Tonnoir, 1919

### ÖregcsaládCulicoidea
- Dixidae (meniscus midges) 14 faj
  - Dixa nebulosa Meigen, 1830
  - Dixa dilatata Strobl, 1900
  - Dixa nubilipennis Curtis, 1832
  - Dixella martinii (Peus, 1934)
- Chaoboridae  5 fajg

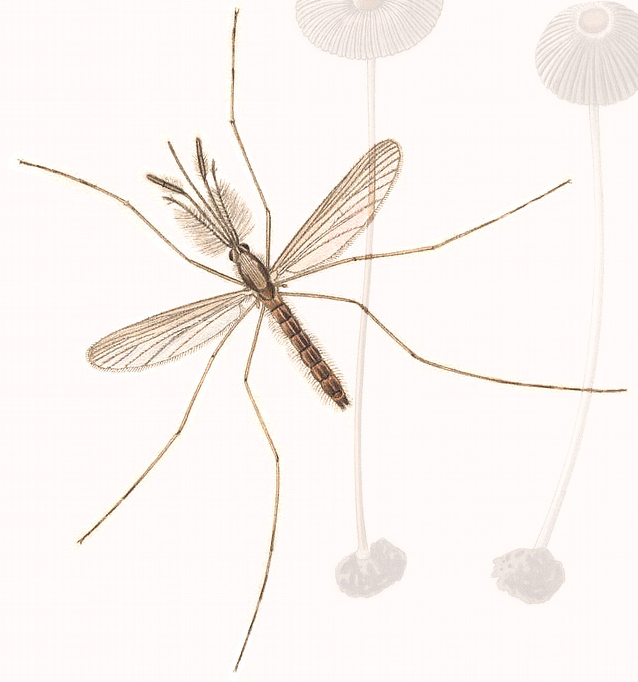
Anopheles claviger

  - Chaoborus flavicans (Meigen, 1830)
- Culicidae (mosquitoes) 17 species including
  - Aedes rusticus (Rossi, 1790)
  - Culex pipiens Linnaeus, 1758
  - Culiseta annulata (Schrank, 1776)

### ÖregcsaládChironomoidea

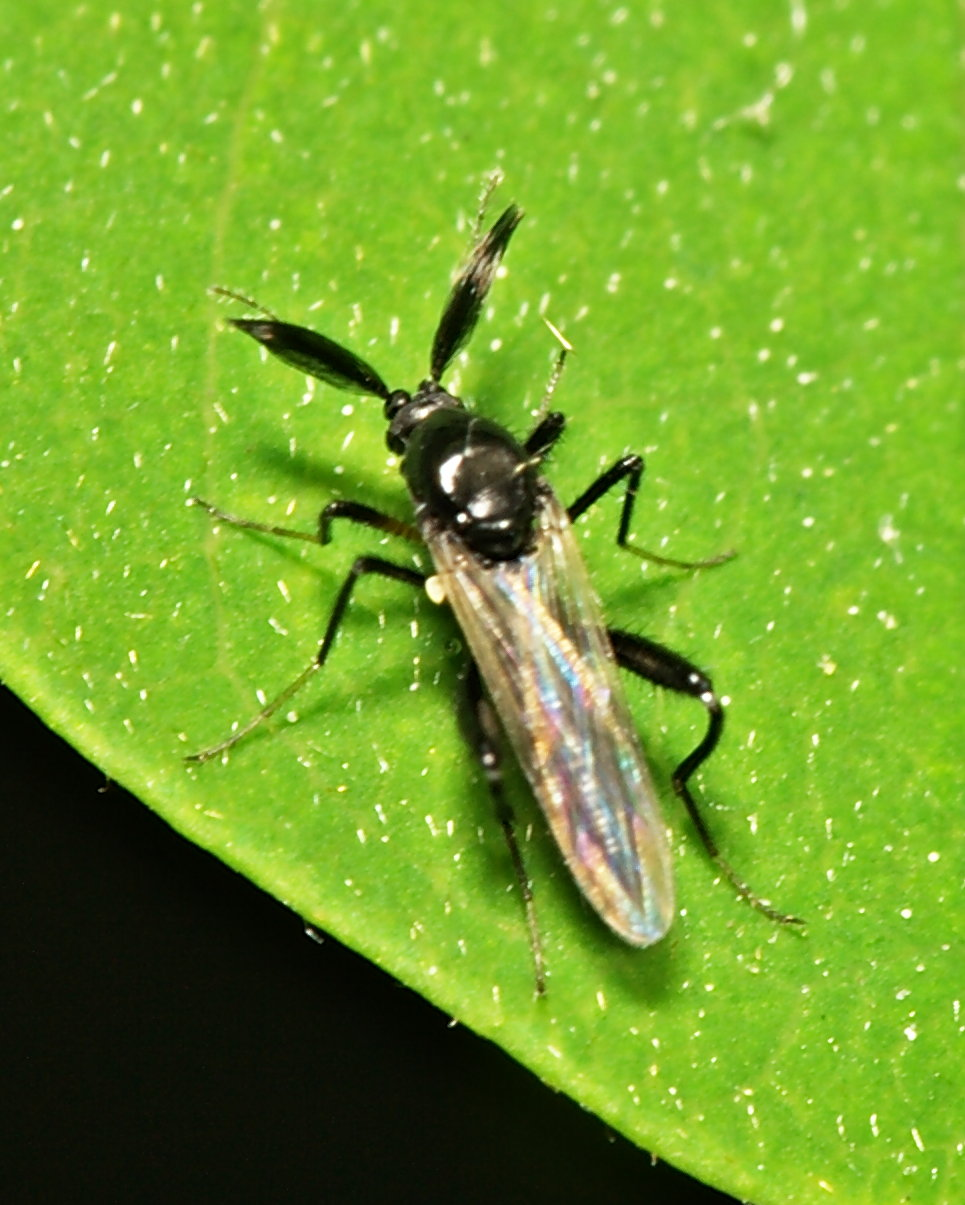
Ceratopogonidae

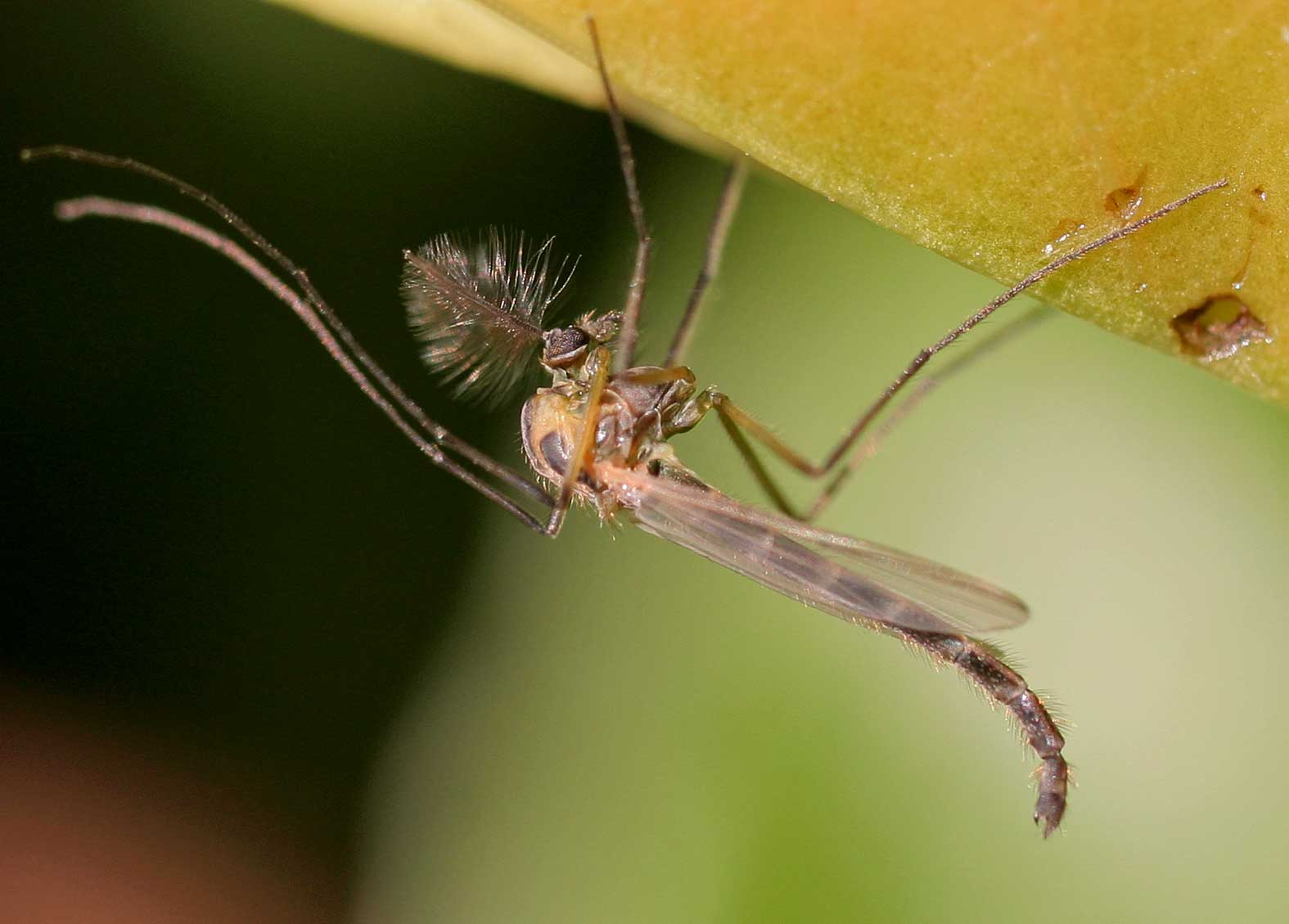
(Chironomus plumosus)

- Thaumaleidae (solitary/trickle midges) 
  - Thaumalea verralli Edwards, 1929
- Simuliidae (Black flies) 
  - Simulium latipes (Meigen, 1804)
  - Simulium variegatum Meigen, 1818
- Ceratopogonidae (biting midges) 64 faj 
  - Culicoides impunctatus Goetghebuer, 1920
- Chironomidae (nonbiting midges) 475 faj
  - Ablabesmyia monilis (Linnaeus, 1758)
  - Chaetocladius suecicus (Kieffer, 1916)
  - Chironomus anthracinus Zetterstedt, 1860
  - Chironomus plumosus (Linnaeus, 1758)
  - Cricotopus bicinctus (Meigen, 1818)
  - Glyptotendipes pallens (Meigen, 1804)
  - Macropelopia nebulosa (Meigen, 1804)
  - Phaenopsectra flavipes (Meigen, 1818)
  - Prodiamesa olivacea (Meigen, 1818)

## AlrendBrachycera

### ÖregcsaládXylophagoidea
- Xylophagidae  1 faj

### ÖregcsaládTabanoidea
- Athericidae  2 faj
- Rhagionidae  5 faj
- Spaniidae 2 faj
- Tabanidae  10 faj

### ÖregcsaládStratiomyoidea
- Stratiomyidae

### ÖregcsaládNemestrinoidea
- Acroceridae  1 faj

### ÖregcsaládAsiloidea
- Bombyliidae 4 faj
- Therevidae  4 faj
- Scenopinidae  2 faj
- Asilidae 3 faj

### ÖregcsaládEmpidoidea
- Atelestidae 1 faj
- Hybotidae 77  faj
  - Bicellaria vana Collin, 1926
  - Bicellaria nigra (Meigen 1824)
  - Hybos culiciformis (Fabricius, 1775)
  - Hybos femoratus (Muller, 1776)
  - Leptopeza flavipes (Meigen, 1820)
  - Ocydromia glabricula (Fallen, 1816)
  - Platypalpus candicans (Fallén, 1815)
  - Platypalpus luteus (Meigen, 1804)
  - Platypalpus notatus (Meigen, 1822)
  - Tachydromia arrogans (Linnaeus, 1758, 1761)
  - Tachydromia umbrarum Haliday, 1833
- Empididae 99 faj
  - Clinocera fontinalis (Haliday, 1833)
  - Dolichocephala irrorata  (Fallén, 1816)
  - Dolichocephala guttata Haliday 1833
  - Empis albinervis Meigen, 1822
  - Empis borealis Linnaeus, 1758
  - Empis chioptera Meigen, 1804
  - Empis digramma Meigen in Gistl, 1835
  - Empis femorata Fabricius, 1798
  - Empis livida Linnaeus, 1758
  - Empis lucida Zetterstedt, 1838
  - Empis lutea Meigen, 1804
  - Empis nigripes Fabricius, 1794
  - Empis nuntia Meigen, 1838
  - Empis opaca Meigen, 1804
  - Empis pennipes  Linnaeus, 1758
  - Empis planetica Collin, 1927
  - Empis stercorea Linnaeus, 1761
  - Empis tessellata Fabricius, 1794
  - Empis trigramma Wiedemann in Meigen, 1822
  - Empis verralli Collin, 1927
  - Heleodromia immaculata Haliday, 1833
  - Hilara brevistyla Collin, 1927
  - Hilara galactoptera Strobl, 1910
  - Hilara interstincta (Fallén, 1816
  - Hilara litorea  (Fallén, 1816)
  - Hilara maura  (Fabricius, 1776)
  - Hilara thoracica Macquart, 1827
  - Phyllodromia melanocephala (Fabricius 1794)
  - Rhamphomyia albohirta Collin, 1926
  - Rhamphomyia crassirostris  (Fallén, 1816)
  - Rhamphomyia erythrophthalma Meigen, 1830
  - Rhamphomyia flava  (Fallen, 1816)
  - Rhamphomyia hirsutipes Collin, 1926
  - Rhamphomyia lamellata  Collin, 1926
  - Rhamphomyia nigripennis  (Fabricius, 1794)
  - Rhamphomyia nitidula Zetterstedt, 1842
  - Rhamphomyia pilifer Meigen, 1838
  - Rhamphomyia simplex  Zetterstedt, 1849
  - Rhamphomyia stigmosa Macquart, 1827
  - Rhamphomyia sulcata  (Meigen, 1804)
  - Rhamphomyia umbripennis  Meigen, 1838
  - Trichopeza longicornis (Meigen, 1822)
- Microphoridae 3 faj
- Dolichopodidae  158 faj
  - Anepsiomyia flaviventris (Meigen, 1824)
  - Aphrosylus celtiber Haliday, 1855
  - Argyra argyria (Meigen, 1824)
  - Argyra diaphana (Fabricius, 1775)
  - Campsicnemus curvipes (Fallen, 1823)
  - Campsicnemus loripes (Haliday, 1832)
  - Campsicnemus scambus (Fallen, 1823)
  - Chrysotus neglectus (Wiedemann, 1817)
  - Diaphorus oculatus (Fallén, 1823)
  - Dolichopus atratus Meigen, 1824
  - Dolichopus clavipes Haliday, 1832
  - Dolichopus diadema Haliday, 1832
  - Dolichopus discifer Stannius, 1831
  - Dolichopus griseipennis Stannius, 1831
  - Dolichopus lepidus Staeger, 1842
  - Dolichopus longicornis Stannius, 1831
  - Dolichopus nubilus Meigen, 1824
  - Dolichopus pennatus Meigen, 1824
  - Dolichopus picipes Meigen, 1824
  - Dolichopus plumipes (Scopoli, 1763)
  - Dolichopus sabinus  Haliday, 1838
  - Dolichopus simplex Meigen, 1824
  - Dolichopus ungulatus (Linnaeus, 1758)
  - Dolichopus urbanus Meigen, 1824
  - Dolichopus vitripennis Meigen, 1824
  - Gymnopternus aerosus (Fallen, 1823)
  - Gymnopternus celer (Meigen, 1824)
  - Gymnopternus cupreus (Fallen, 1823)
  - Hercostomus nigripennis (Fallén, 1823)
  - Hydrophorus nebulosus Fallén, 1823
  - Hydrophorus oceanus (Macquart, 1838)
  - Hydrophorus praecox (Lehmann, 1822)
  - Lianculus virens (Scopoli, 1763)
  - Medetera petrophiloides Parent, 1925
  - Medetera truncorum Meigen, 1824
  - Rhaphium appendiculatum Zetterstedt, 1849
  - Rhaphium consobrinum Zetterstedt, 1843
  - Rhaphium crassipes (Meigen 1824)
  - Scellus notatus (Fabricius, 1781)
  - Sciapus platypterus (Fabricius, 1805)
  - Sciapus wiedemanni  (Fallen, 1823)
  - Sybistroma obscurellus (Fallén, 1823)
  - Sympycnus desoutteri Parent, 1925
  - Syntormon pallipes (Fabricius, 1794)
  - Tachytrechus notatus (Stannius, 1831)
  - Thinophilus ruficornis (Haliday, 1838 in Curtis)

### ÖregcsaládPlatypezoidea
- Opetiidae  1 faj
  - Opetia nigra Meigen, 1830
- Platypezidae  16 faj
  - Callomyia elegans Meigen, 1804
- Phoridae  151 faj
  - Megaselia scalaris Loew, 1866
  - Borophaga incrassata Meigen, 1830

### ÖregcsaládLonchopteroidea
- Lonchopteridae 3 faj
- Lonchoptera lutea Panzer, 1809

### ÖregcsaládSyrphoidea
- Syrphidae  183 faj
- Pipunculidae  31 faj
  - Cephalops aeneus Fallen 1810

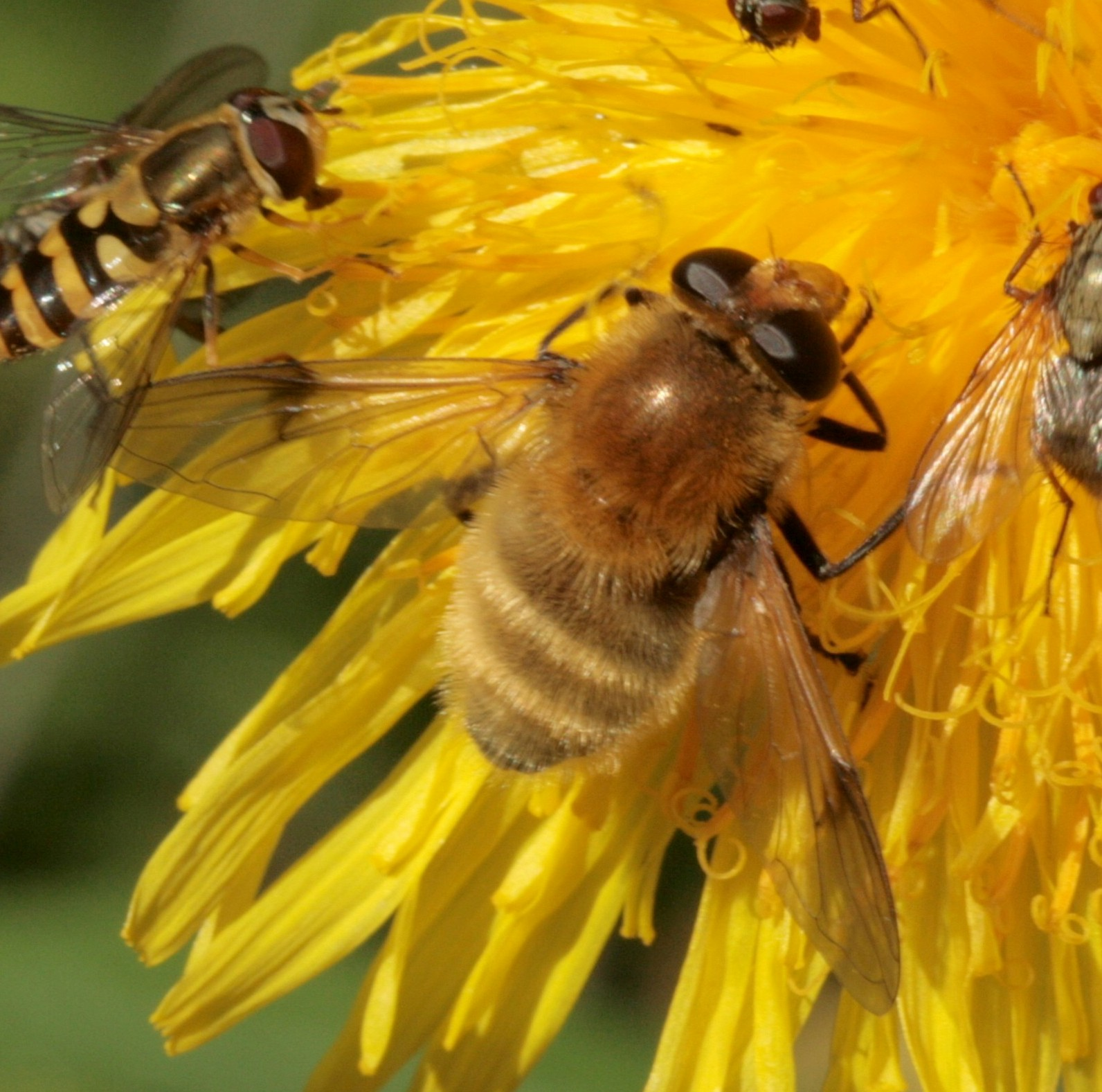
Arctophila superbiens

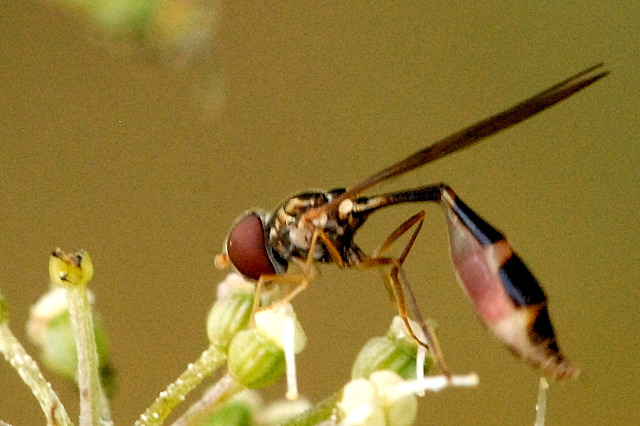
Baccha elongata

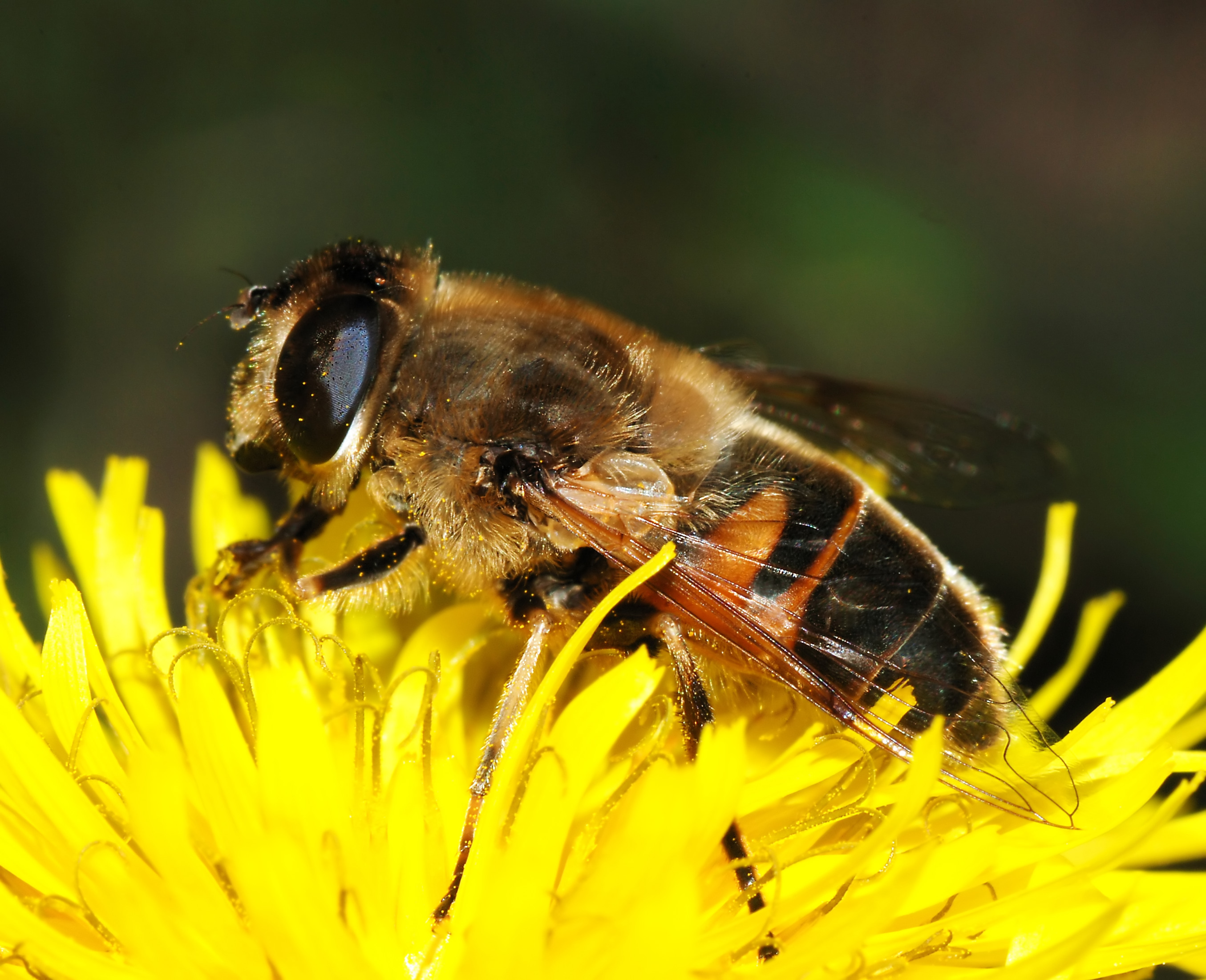
Eristalis tenax

  - Cephalops obtusinervis (Zetterstedt 1844)
  - Chalarus spurius (Fallen 1816)
  - Dorylomorpha xanthopus (Thomson 1870)
  - Pipunculus thomsoni Becker 1897
  - Tomosvaryella littoralis (Becker 1897)
  - Verrallia aucta (Fallen 1817)

### ÖregcsaládNerioidea
- Micropezidae  3 faj
  - Calobata petronella (Linnaeus, 1761)

### ÖregcsaládDiopsoidea
- Psilidae (rust flies) 19 faj
  - Chamaepsila (Chamaepsila) rosae (Fabricius, 1794)
  - Chyliza leptogaster Panzer, 1798
  - Loxocera albiseta (Schrank, 1803)
  - Loxocera aristata  (Panzer, 1801)
  - Psila fimetaria (Linnaeus, 1761)

### ÖregcsaládConopoidea
- Conopidae 11 faj
  - Conops quadrifasciatus De Geer, 1776
  - Sicus ferrugineus (Linnaeus, 1761)
  - Myopa buccata (Linnaeus, 1758)

### ÖregcsaládTephritoidea
- Lonchaeidae  14 faj
  - Lonchaea chorea (Fabricius, 1781)
  - Setisquamalonchaea fumosa (Egger, 1862)
- Pallopteridae  10 faj
  - Palloptera muliebris (Harris, [1780])
  - Palloptera ustulata Fallen, 1820
- Piophilidae  7 faj
  - Piophila casei (Linnaeus, 1758)
- Ulidiidae  6 species including
  - Ceroxys urticae (Linnaeus 1758)
  - Herina frondescentiae (Linnaeus, 1758)
  - Herina lugubris (Meigen 1826)
  - Seioptera vibrans (Linnaeus, 1758)
  - Tetanops myopina Fallen, 1820
- Platystomatidae  2 faj
  - Platystoma seminationis (Fabricius, 1775)
- Tephritidae  27 faj
  - Acidia cognata (Wiedemann, 1817)
  - Anomoia purmunda (Harris 1780)
  - Campiglossa absinthii (Fabricius, 1805)
  - Campiglossa loewiana (Hendel, 1927)
  - Ensina sonchi (Linnaeus, 1767)
  - Euleia heraclei (Linnaeus, 1758)
  - Philophylla caesio (Harris 1780)
  - Sphenella marginata (Fallén, 1814)
  - Tephritis bardanae (Shrank, 1803)
  - Tephritis conura (Loew, 1844)
  - Tephritis formosa (Loew, 1844)
  - Tephritis hyoscyami (Linnaeus, 1758)
  - Tephritis leontodontis (De Geer, 1776)
  - Tephritis neesii (Meigen, 1830)
  - Tephritis vespertina (Loew, 1844)
  - Terellia ruficauda (Fabricius, 1794)
  - Terellia serratulae (Linnaeus, 1758)
  - Trupanea stellata (Fuesslin 1775)
  - Trypeta zoe Meigen, 1826
  - Urophora jaceana (Hering 1935)
  - Urophora stylata (Fabricius, 1775)
  - Xyphosia miliaria Schrank, 1781

### ÖregcsaládLauxanioidea
- Lauxaniidae 35 faj
  - Calliopum aeneum (Fallen, 1820)
  - Lauxania cylindricornis (Fabricius, 1794)
  - Meiosimyza rorida (Fallén, 1820)
  - Minettia inusta (Meigen, 1826)
  - Minettia longipennis (Fabricius, 1794)
  - Peplomyza litura (Meigen, 1826)
  - Sapromyza quadricincta Becker, 1895
  - Sapromyza quadripunctata (Linnaeus, 1767)
  - Tricholauxania praeusta Fallén, 1820
- Chamaemyiidae 8 faj
  - Chamaemyia flavipalpis (Haliday,  1838)

### ÖregcsaládSciomyzidea
- Coelopidae  3 faj
  - Coelopa frigida (Fabricius, 1805)
- Dryomyzidae 3 faj
  - Dryomyza anilis Fallén, 1820
- Helcomyzidae 1 faj
  - Helcomyza ustulata Curtis, 1825
- Heterocheilidae (half-bridge flies) 1 faj
  - Heterocheila buccata (Fallen, 1820)
- Sciomyzidae (marsh flies, snail-killing flies) 55 faj
  - Anticheta analis (Meigen, 1830)
  - Anticheta brevipennis  (Zetterstedt, 1846)
  - Colobaea punctata (Lundbeck, 1923)
  - Coremacera marginata (Fabricius, 1775)
  - Dictya umbrarum (Linnaeus, 1758)
  - Ditaeniella grisescens (Meigen, 1830)
  - Elgiva cucularia (Linnaeus, 1767)
  - Elgiva solicita (Harris, 1780)
  - Hydromya dorsalis (Fabricius, 1775)
  - Ilione albiseta (Scopoli, 1763)
  - Ilione lineata (Fallen, 1820)
  - Limnia unguicornis (Scopoli, 1763)
  - Pherbellia argyra Verbeke, 1967
  - Pherbellia cinerella (Fallen, 1820)
  - Pherbellia nana (Fallen, 1820)
  - Pherbellia schoenherri (Fallén, 1826)
  - Pherbellia ventralis (Fallén, 1820)
  - Pherbina coryleti (Scopoli, 1763)
  - Pteromicra angustipennis (Staeger, 1845)
  - Renocera pallida (Fallén, 1820)
  - Renocera strobili Hendel, 1900
  - Sepedon sphegea (Fabricius, 1775)
  - Sepedon spinipes (Scopoli, 1763)
  - Tetanocera arrogans Meigen, 1830
  - Tetanocera elata (Fabricius, 1781)
  - Tetanocera ferruginea Fallén, 1820
  - Tetanocera robusta Loew, 1847
  - Trypetoptera punctulata (Scopoli, 1763)
- Sepsidae (black scavenger flies, ensign flies) 19 faj
  - Nemopoda nitidula (Fallen, 1820)
  - Saltella sphondylii (Schrank, 1803)
  - Sepsis fulgens Meigen, 1826
  - Sepsis punctum (Fabricius, 1794)
  - Sepsis violacea Meigen, 1826
  - Themira annulipes (Meigen, 1826)
  - Themira putris (Linnaeus, 1758)

### ÖregcsaládOpomyzoidea
- Clusiidae (druid flies) 5 faj
  - Paraclusia tigrina (Fallen, 1820)
- Odiniidae 2 faj
  - Odinia boletina (Zetterstedt 1848)
- Agromyzidae (leaf-miner flies) 114 faj
  - Agromyza albipennis Meigen 1830
  - Agromyza nana Meigen 1830
  - Agromyza nigripes Meigen, 1830
  - Nemorimyza posticata (Meigen, 1830)
  - Phytoliriomyza melampyga (Loew, 1869)
  - Phytomyza affinis Fallen, 1823
  - Phytomyza ranunculi (Schrank, 1803)
- Opomyzidae 8 faj
  - Geomyza tripunctata Fallén, 1823
  - Opomyza florum (Fabricius, 1794)
  - Opomyza petrei Mesnil, 1934
- Anthomyzidae 6 faj
  - Stiphrosoma sabulosum (Haliday, 1837)
  - Anthomyza gracilis Fallen, 1823
- Aulacigastridae (sap flies) 1 species
- Stenomicridae 1 faj
- Asteiidae 3 faj
  - Asteia amoena Meigen, 1830
  - Leiomyza scatophagina (Fallen, 1823)
  - Leiomyza laevigata (Meigen, 1830)

### ÖregcsaládCarnoidea
- Milichiidae  2 faj
- Carnidae  2 faj
- Braulidae (bee lice) 1 faj
  - Braula coeca Nitzsch, 1818
- Canacidae 6 faj
  - Canace nasica (Haliday, 1839)
- Chloropidae 70 faj
  - Cetema elongatum (Meigen, 1830)
  - Chlorops planifrons (Loew, 1866)
  - Chlorops pumilionis (Bjerkander, 1778)
  - Dicraeus vagans Meigen, 1838
  - Diplotoxa messoria Fallen, 1820
  - Elachiptera cornuta Fallen, 1820
  - Melanum laterale Haliday, 1833
  - Meromyza femorata Macquart, 1835
  - Meromyza pratorum Meigen, 1830
  - Meromyza triangulina Fedoseeva, 1960

### ÖregcsaládSphaeroceroidea
- Heleomyzidae 33 faj
  - Heleomyza serrata (Linnaeus 1758)
  - Heteromyza rotundicornis (Zetterstedt, 1846)
  - Scoliocentra villosa (Meigen, 1830)
  - Suillia affinis (Meigen, 1830)
  - Suillia bicolor (Zetterstedt, 1838)
  - Suillia humilis (Meigen, 1830)
  - Suillia imberbis Czerny, 1924
  - Suillia variegata (Loew, 1862)
  - Morpholeria ruficornis (Meigen, 1830)
  - Tephrochlamys rufiventris (Meigen, 1830)
- Trichoscelididae 2 faj
- Chyromyidae 3 faj
  - Gymnochiromyia flavella (Zetterstedt, 1848)
- Sphaeroceridae  72 faj
  - Copromyza nigrina (Gimmerthal 1847)
  - Copromyza stercoraria (Meigen, 1830)
  - Copromyza equina Fallén 1820
  - Crumomyia roserii Rondani, 1880
  - Crumomyia fimetaria Meigen, 1830
  - Crumomyia nitida (Meigen, 1830)
  - Leptocera fontinalis (Fallen, 1826)
  - Limosina silvatica Meigen, 1830
  - Lotophila atra (Meigen, 1830)
  - Thoracochaeta brachystoma Stenhammar, 1854
  - Thoracochaeta zosterae (Haliday, 1833)

### Öregcsalád Ephydroidea
- Drosophilidae 30 faj
  - Chymomyza fuscimana (Zetterstedt, 1938)
  - Drosophila melanogaster Meigen 1830
  - Drosophila subobscura Collin 1936
  - Drosophila tristis Fallen, 1823
  - Lordiphosa andalusiaca (Strobl, 1906)
  - Scaptomyza flava (Fallen, 1823)
  - Stegana coleoptrata (Scopoli 1763)
- Campichoetidae 2 faj
  - Campichoeta obscuripennis (Meigen, 1830)
- Diastatidae 4 faj
  - Diastata adusta Meigen, 1830
  - Diastata costata Meigen, 1830
  - Diastata fuscula (Fallen, 1823)
  - Diastata nebulosa (Fallen, 1823)
- Camillidae 1 faj
  - Camilla flavicauda Duda, 1922
- Ephydridae (shore flies, brine flies) 68 faj
  - Dichaeta caudata (Fallen, 1813)
  - Discomyza incurva (Fallen, 1823)
  - Ilythea spilota Curtis, 1832
  - Limnellia quadrata (Fallen, 1813)
  - Notiphila aenea  Waltl, 1837
  - Notiphila riparia Meigen, 1830
  - Ochthera mantis De Geer, 1776
  - Paracoenia fumosa  (Stenhammar, 1844)
  - Parydra aquila  (Fallen, 1813)
  - Parydra fossarum (Haliday, 1833)

### ÖregcsaládHippoboscoidea
- Hippoboscidae (louse flies, keds) 8 faj
  - Hippobosca equina Linnaeus 1758
  - Crataerina pallida (Olivier in Latreille, 1812)
  - Lipoptena cervi (Linnaeus, 1758)
  - Melophagus ovinus (Linnaeus, 1758)
  - Ornithomya avicularia (Linnaeus 1758)
  - Ornithomya fringillina Curtis, 1836
  - Stenepteryx hirundinis (Linnaeus 1758)
- Nycteribiidae (bat flies) 2 faj
  - Nycteribia kolenatii Theodor & Moscona, 1954

### ÖregcsaládMuscoidea
- Scathophagidae (dung flies) 33 faj
  - Chaetosa punctipes Meigen, 1826
  - Cleigastra apicalis (Meigen, 1826)
  - Cordilura albipes Fallen, 1819
  - Cordilura pudica Meigen, 1826
  - Nanna inermis (Becker 1894)
  - Norellia spinipes (Meigen, 1826)
  - Norellisoma spinimanum (Fallen 1819)
  - Scathophaga furcata (Say, 1823)
  - Scathophaga inquinata (Meigen, 1826)
  - Scathophaga litorea (Fallén, 1819)
  - Scathophaga stercoraria (Linnaeus 1758)
  - Scathophaga suilla (Fabricius, 1794)
  - Spaziphora hydromyzina (Fallen, 1819)
  - Trichopalpus fraternus (Meigen, 1826)
- Anthomyiidae 93 species including
  - Alliopsis billbergi (Zetterstedt, 1838)
  - Anthomyia confusanea Michelsen in Michelsen & Baez, 1985
  - Anthomyia bazini Seguy, 1929
  - Botanophila discreta (Meigen, 1826)
  - Botanophila fugax (Meigen, 1826)
  - Chirosia betuleti (Ringdahl, 1935)
  - Delia albula (Fallén, 1825)
  - Delia antiqua (Meigen, 1826)
  - Delia radicum (Linnaeus, 1758)
  - Delia floralis (Fallén, 1824)
  - Fucellia fucorum (Fallen, 1819)
  - Hylemya nigrimana (Meigen, 1826)
  - Hylemya urbica Wulp, 1896
  - Hylemya vagans (Panzer, 1798)
  - Hylemya variata (Fallen, 1823)
  - Hydrophoria lancifer (Harris, [1780])
  - Hydrophoria ruralis (Meigen, 1826)
  - Lasiomma seminitidum (Zetterstedt, 1845)
  - Mycophaga testacea (Gimmerthal, 1834)
  - Myopina myopina  (Fallen, 1824)
  - Paradelia intersecta (Meigen, 1826)
  - Pegomya betae (Curtis, 1847)
  - Pegomya bicolor (Wiedemann, 1817)
  - Pegomya rubivora (Coquillett, 1897)
  - Pegomya solennis (Meigen, 1826)
  - Pegoplata aestiva (Meigen, 1826)
  - Pegoplata infirma (Meigen, 1826)
- Fanniidae 27 faj
  - Fannia armata (Meigen, 1826)
  - Fannia canicularis (Linnaeus, 1761)
  - Fannia lepida (Wiedemann, 1817)
  - Fannia lustrator (Harris, 1780)
  - Fannia mollissima (Haliday, 1840)
  - Fannia pusio (Wiedemann, 1830)
  - Fannia rondanii (Strobl, 1893)
  - Fannia scalaris (Fabricius, 1794)
  - Fannia serena (Fallén, 1825)
  - Fannia sociella (Zetterstedt, 1845)
- Muscidae 163 faj
  - Achanthiptera rohrelliformis (Robineau-Desvoidy, 1830)
  - Azelia cilipes (Haliday, 1838)
  - Azelia nebulosa Robineau-Desvoidy, 1830
  - Coenosia albicornis Meigen, 1826
  - Coenosia agromyzina (Fallen, 1825)
  - Coenosia antennata (Zetterstedt, 1849)
  - Coenosia mollicula (Fallen, 1825)
  - Coenosia testacea (Robineau-Desvoidy, 1830)
  - Coenosia tigrina (Fabricius, 1775)
  - Coenosia verralli Collin, 1953
  - Graphomya maculata (Scopoli, 1763)
  - Haematobia irritans (Linnaeus, 1758)
  - Haematobosca stimulans (Meigen, 1824)
  - Hebecnema umbratica (Meigen, 1826)
  - Hebecnema nigra (Robineau-Desvoidy, 1830)
  - Hebecnema nigricolor (Fallen, 1825)
  - Hebecnema vespertina (Fallén, 1823)
  - Helina allotalla (Meigen, 1830)
  - Helina confinis (Fallén, 1825)
  - Helina depuncta (Fallén, 1825)
  - Helina evecta (Harris, 1780)
  - Helina impuncta (Fallén, 1825)
  - Helina maculipennis(Zetterstedt, 1845)
  - Helina protuberans (Zetterstedt, 1845)
  - Helina reversio (Harris, 1780)
  - Helina setiventris Ringdahl, 1924
  - Hydrotaea albipuncta (Zetterstedt, 1845)
  - Hydrotaea cyrtoneurina (Zetterstedt, 1845)
  - Hydrotaea dentipes (Fabricius, 1805)
  - Limnophora tigrina Am Stein, 1860
  - Limnophora triangula (Fallén, 1825)
  - Lispe pygmaea Fallen, 1825
  - Lispe tentaculata (De Geer, 1776)
  - Lispocephala alma(Meigen, 1826)
  - Lispocephala erythrocera (Robineau-Desvoidy, 1830)
  - Lophosceles cinereiventris (Zetterstedt, 1845)
  - Mesembrina meridiana (Linnaeus, 1758)
  - Morellia aenescens Robineau-Desvoidy, 1830
  - Morellia simplex (Loew, 1857)
  - Musca autumnalis De Geer, 1776
  - Musca domestica Linnaeus, 1758
  - Muscina levida (Harris, 1780)
  - Mydaea corni (Scopoli, 1763)
  - Mydaea setifemur Ringdahl, 1924
  - Mydaea urbana (Meigen, 1826)
  - Myospila meditabunda (Fabricius, 1781)
  - Phaonia angelicae (Scopoli, 1763)
  - Phaonia cincta (Zetterstedt, 1846)
  - Phaonia errans (Meigen, 1826)
  - Phaonia fuscata (Fallén, 1825)
  - Phaonia halterata (Stein, 1893)
  - Phaonia incana (Wiedemann, 1817)
  - Phaonia pallida (Fabricius, 1787)
  - Phaonia palpata (Stein, 1897)
  - Phaonia perdita (Meigen, 1830)
  - Phaonia rufiventris (Scopoli, 1763)
  - Phaonia subventa (Harris, 1780)
  - Phaonia tuguriorum (Scopoli, 1763)
  - Phaonia valida (Harris, 1780)
  - Schoenomyza litorella (Fallen, 1823)
  - Spilogona aerea (Fallén, 1825)
  - Spilogona denigrata  (Meigen, 1826)
  - Thricops diaphanus (Wiedemann, 1817)
  - Thricops rostratus (Meade, 1882)
  - Thricops semicinereus (Wiedemann, 1817)
  - Villeneuvia aestuum (Villeneuve, 1902)

### ÖregcsaládOestroidea
- Calliphoridae 20 faj
  - Calliphora vicina Robineau-Desvoidy 1830
  - Calliphora vomitoria (Linnaeus 1758)
  - Lucilia caesar (Linnaeus 1758)
  - Lucilia illustris (Meigen 1826)
  - Lucilia sericata (Meigen 1826)
  - Lucilia silvarum (Meigen 1826)
  - Melinda viridicyanea (Robineau-Desvoidy 1830)
  - Phormia regina (Meigen 1826)
  - Pollenia rudis (Fabricius 1794)
  - Protophormia terraenovae (Robineau-Desvoidy 1830)
- Rhinophoridae 4 faj
  - Melanophora roralis (Linnaeus 1758)
  - Paykullia maculata (Fallen, 1815)
  - Rhinophora lepida (Meigen 1824)
- Sarcophagidae 24 faj
  - Miltogramma punctata Meigen, 1824
  - Sarcophaga africa (Wiedemann 1824)
  - Sarcophaga aratrix  Pandelle, 1896
  - Sarcophaga carnaria (Linnaeus 1758)
  - Sarcophaga incisilobata Pandellé, 1896
  - Sarcophaga sinuata Meigen, 1826
  - Sarcophaga subvicina Baranov, 1937
  - Sarcophaga teretirostris Pandelle, 1896
  - Sarcophaga vagans Meigen, 1826
- Tachinidae 65 faj
  - Gymnosoma rotundatum (Linnaeus, 1758)
  - Actia pilipennis (Fallén, 1810)
  - Aplomya confinis (Fallen 1820)
  - Blondelia nigripes (Fallén, 1810)
  - Carcelia lucorum (Meigen 1824)
  - Compsilura concinnata (Meigen 1824)
  - Cylindromyia brassicaria (Fabricius 1775)
  - Cyzenis albicans  (Fallén, 1810)
  - Dexiosoma caninum (Fabricius, 1781)
  - Eriothrix rufomaculata (DeGeer, 1776)
  - Eurithia anthophila (Robineau-Desvoidy, 1830)
  - Eurithia connivens Zetterstedt, 1844
  - Exorista larvarum (Linnaeus, 1758)
  - Gonia capitata (De Geer, 1776)
  - Gonia picea(Robineau-Desvoidy, 1830)
  - Gymnocheta viridis (Fallén, 1810)
  - Linnaemya vulpina (Fallén, 1810)
  - Loewia foeda (Meigen 1824)
  - Lophosia fasciata Meigen, 1824
  - Lydella stabulans (Meigen 1824)
  - Lydina aenea (Meigen, 1824)
  - Lypha dubia (Fallén, 1810)
  - Macquartia dispar (Fallén, 1820)
  - Macquartia grisea (Fallén, 1810)
  - Medina collaris (Fallen 1820)
  - Nilea hortulana (Meigen 1824)
  - Pales pavida (Meigen 1824)
  - Phasia hemiptera (Fabricius, 1794)
  - Phasia obesa (Fabricius, 1798)
  - Phryxe nemea (Meigen, 1824)
  - Phryxe vulgaris (Fallen 1810)
  - Phytomyptera nigrina (Meigen 1824)
  - Platymya fimbriata (Meigen 1824)
  - Prosena siberita (Fabricius 1775)
  - Siphona geniculata (De Geer 1776)
  - Siphona maculata Zetterstedt, 1849
  - Közönséges fürkészlégy (Tachina fera) (Linnaeus 1761)
  - Tachina grossa (Linnaeus 1758)
  - Thelaira nigripes (Fallén, 1817)
  - Voria ruralis (Fallen 1810)
  - Campylocheta inepta Meigen, 1824
- Oestridae 6 faj
  - Cephenemyia stimulator (Clark 1851)
  - Gasterophilus intestinalis (De Geer 1776)
  - Hypoderma bovis (Linnaeus 1758)
  - Hypoderma lineatum (Villers 1789)
  - Oestrus ovis Linnaeus 1758